# Kanal 5 (Dänemark)
Kanal 5 ist ein privater dänischsprachiger Fernsehsender. Er ging 2000 unter dem Namen TV Danmark1 auf Sendung.
Seit April 2004 wird er unter seinem heutigen Namen ausgestrahlt. Die Ausstrahlung erfolgt von Großbritannien aus. Neben Kanal 5 betreibt die Discovery Inc. in Dänemark noch die Sender Kanal 4, Canal 9 und seit Januar 2007 SBS Net, der im Januar 2009 zu 6’eren umbenannt wurde.
Das Programmangebot des Senders umfasst Serien, Filme und Liveübertragungen von Fußballspielen spanischer und englischer Vereine sowie der skandinavischen Royal League.

## Sendungen
- CSI: Miami
- CSI: NY
- CSI: Vegas
- Criminal Minds
- Lost
- Numbers – Die Logik des Verbrechens

## Senderlogos

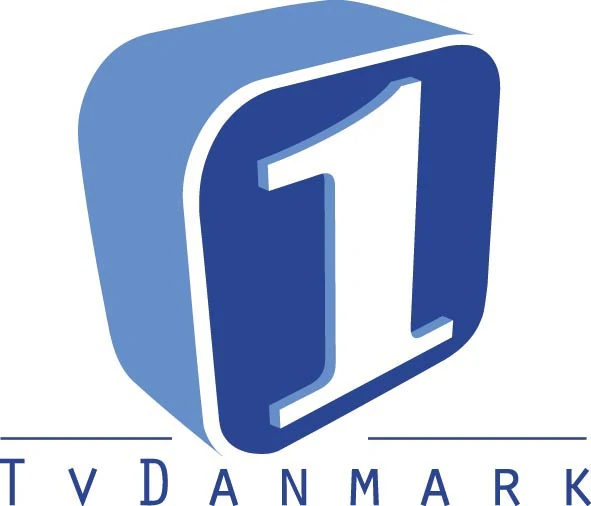
Logo von 2000 bis 2004
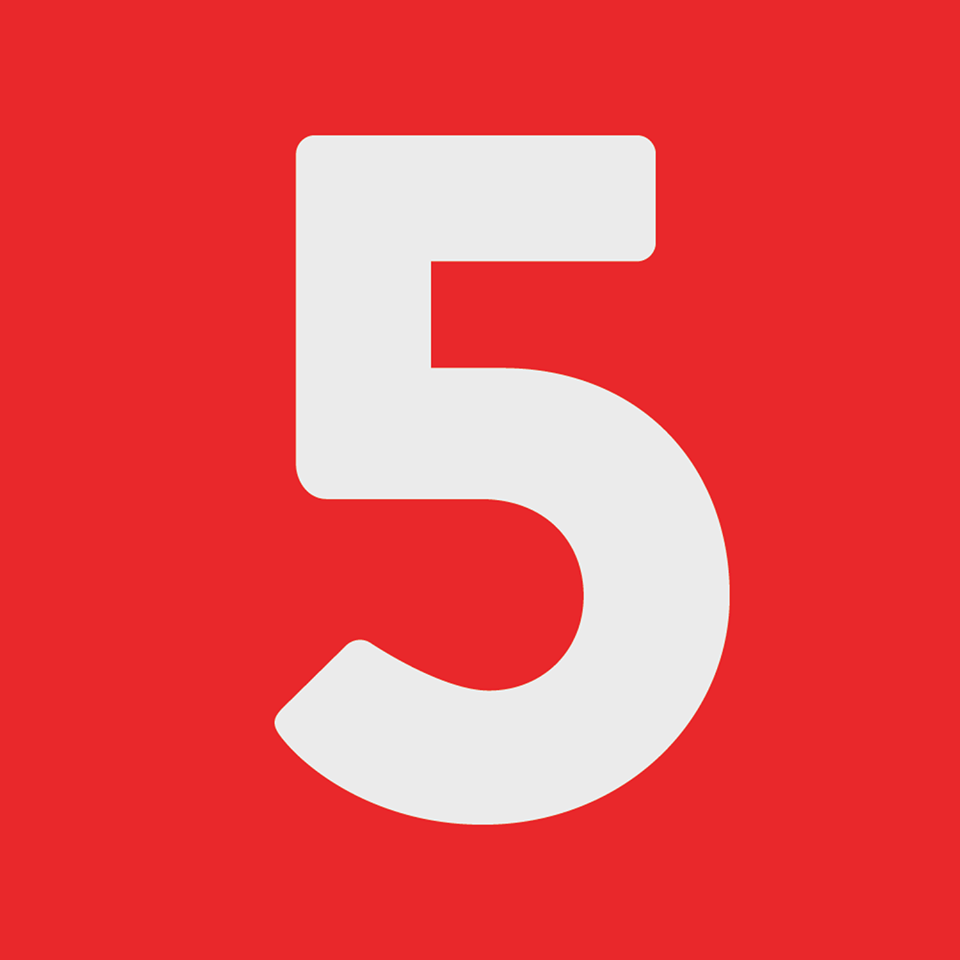
Logo von 2015 bis 2024
Logo seit 15. Januar 2024